# Bolzano Ponte d’Adige
Bolzano Ponte d’Adige (wł. Stazione di Bolzano Ponte d’Adige, niem: Bahnhof Bozen Sigmundskron) – stacja kolejowa w Bolzano (niem. Bozen), w prowincji Bolzano, w niemieckojęzycznym regionie Trydent-Górna Adyga, we Włoszech. Znajduje się na linii Bolzano – Merano. Stacja obsługuje Ponte d’Adige, w gminie Bolzano i gminę Eppan an der Weinstraße (wł. Appiano sulla Strada del Vino).
Według klasyfikacji RFI ma kategorię brązową.

## Linie kolejowe
- Linia Bolzano – Merano